# Añes
Añes es un concejo del municipio de Ayala, en la provincia de Álava. 

## Patrimonio histórico-artístico
Micaela Portilla descubrió en 1982 la portada de un templo románico en Añes que se levantó entre 1128 y 1130 y se encontraba en un terreno particular.

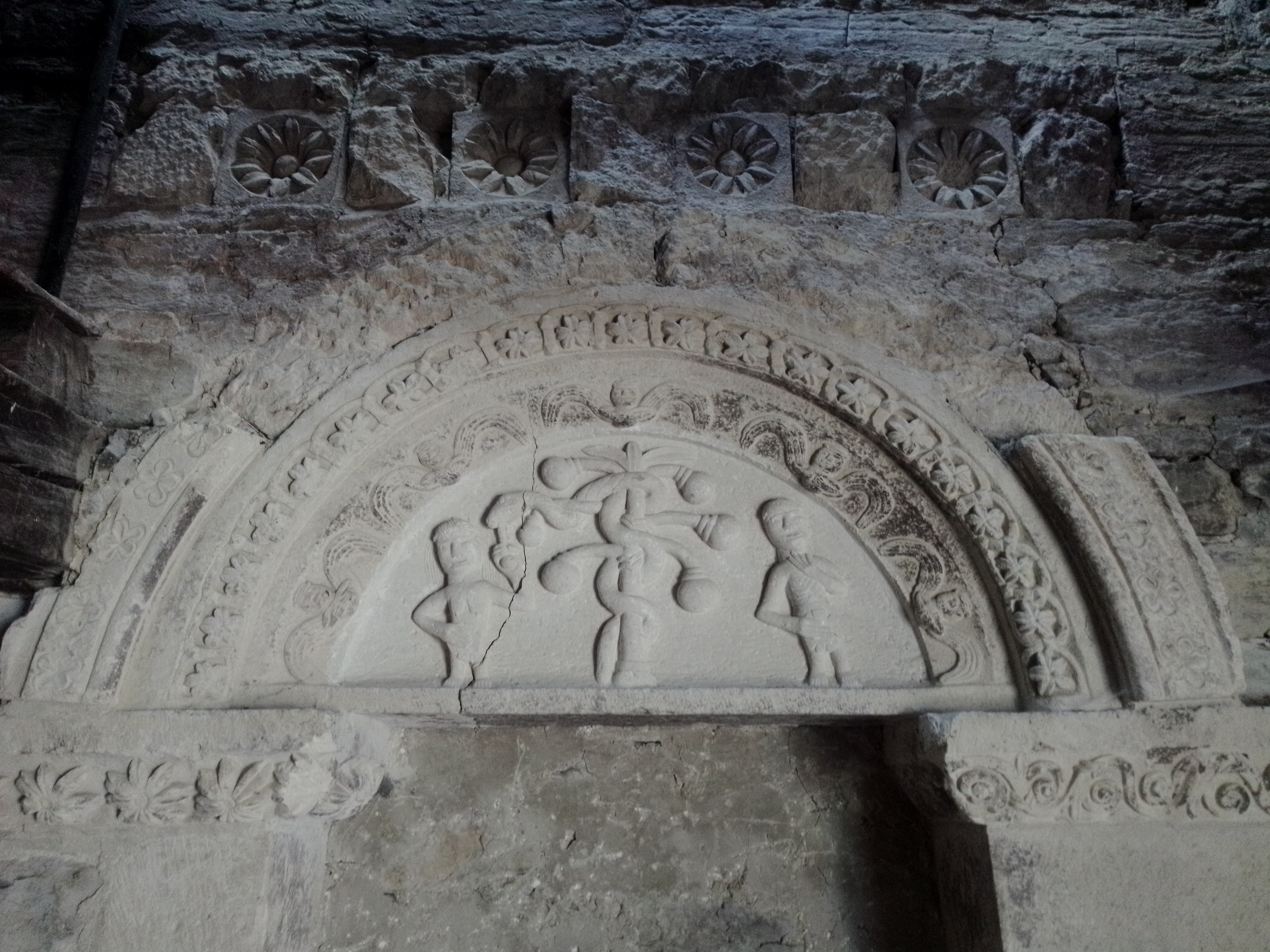
Portada de templo románico en Añes

## Despoblado
Forma parte del concejo el despoblado de:
- Urzanico.[1]

## Demografía
| Gráfica de evolución demográfica de Añes entre 2000 y 2017  |
|                                                             |
| Población de derecho según los censos de población del INE. |